# John Boulger
John Boulger (ur. 18 czerwca 1945 w Rowley Park) – australijski żużlowiec.

## Życiorys
W latach 1963 i 1977 dwukrotnie zakwalifikował się do finałów indywidualnych mistrzostw świata, najlepszy wynik osiągając w 1977 r. w Göteborgu, gdzie zajął XII miejsce. W 1976 r. zdobył w Londynie tytuł drużynowego mistrza świata. Dwukrotnie startował w finałach mistrzostw świata par, w 1974 r. w Manchesterze zdobywając (wspólnie z Philem Crumpem) srebrny medal. Sześciokrotnie zdobył medale indywidualnych mistrzostw Australii: dwa złote (Claremont 1971, Sydney 1973), dwa srebrne (Sydney 1970, Brisbane 1974) oraz dwa brązowe (Adelaide 1972, Mildura 1976).
W lidze brytyjskiej reprezentant klubów z Long Eaton (1967), Leicester (1968-1973, 1977-1979) oraz Cradley (1974-1976).